# 理查德·布基
理查德·布基（英語：Richard Burgi，/ˈbɜːrɡi/，1958年7月30日—）是美國的一位演員。他最著名的作品包括在絕望的主婦中飾演Karl Mayer角色。布基出生在紐澤西州，他的哥哥是一位鼓手。